# Franco (Guanajuato)
Franco es una localidad del estado mexicano de Guanajuato. Es parte del municipio de Silao de la Victoria.

## Demografía
| Gráfica de evolución demográfica |
|                                  |

| Censo | Población |
| ----- | --------- |
| 1990  | 541       |
| 2000  | 827       |
| 2010  | 4 349     |
| 2020  | 9 089     |